# Николай Пенчев
Николай Пенчев е български волейболист.

## Биография
Роден е на 22 май 1992 г. в Пловдив. Висок е 197 cm и тежи 87 kg. Баща му Зарко е бивш волейболист. Ники е второто от четири деца в семейството. С волейбол се занимават и по-малките му братя – двамата близнаци Чоно и Розалин. Двете момчета са част от мъжкия състав на Виктория Волей (Пловдив). Обвързан е с модела Рая Пакова от Нова Загора.

### Клубна кариера
Първият му треньор е Драган Иванов. Първият клуб на Ники е Виктория Волей там прекарва пет години след което подписва с Пирин (Разлог). С този отбор през 2011 година е вицешампион на България.
През 2011 година подписва договор за 1 + 2 години с италианския Пияченца. Съотборници на Пенчев в Италия през въпросния сезон са капитана на националния отбор по волейбол Владимир Николов и основният разпределител Андрей Жеков. 
През сезон 2012 – 2013 Ники Пенчев играе в полската Plus Liga с отбора на Ефектор Киелце.
През сезон 2013 – 2014 година подписва двугодишен договор с отбора на Асеко Ресовия. С този отбор той е шампион  през 2015 и вицешампион през 2014 и 2016 година. През 2014 спечелва Суперкупата на Полша. През 2015 година е на второ място на Шампионската лига.
През 2016 преминава в СКРА Белхатув, където играе до 2018 година и печели два сребърни медала и един път шампионска титла на Полша.
За сезона 2018 – 2019 подписва със Сточня Шчечин, но към края на годината отборът фалира и Николай се прехвърля в Онико, Варшава с когото става вицешампион.
През 2019 – 2020 подписва с полския клуб Алурон Вирту Варта Заверче.

## Национален отбор
През 2009 година националният отбор по волейбол – младша възраст става новият балкански шампион на турнира в Казанлък. Треньор тогава е Николай Желязков, а за най-полезен играч на турнира е избран Николай Пенчев.
Става европейски вицешампион за юноши през август 2010 година в Беларус.
Официален дебют за мъжкия национален отбор Пенчев прави на 26 септември 2010 година, срещу тима на Китай. Двубоят е спечелен от българските национали с категоричния резултат 3 на 0 гейма.
С националния отбор на България, Николай Пенчев записва 4 място на летните олимпийски игри провели се в Лондон през 2012 година, четвърто място на Европейското първенство и световната лига през 2012 г.

## Отбори
- Виктория Волей (2005 – 2010)
- Пирин Балканстрой (2010 – 2011)
- Копра Елиор Пиаченца Италия (2011 – 2012)
- Ефектор Киелце Полша (2012 – 2013)
- Асеко Ресовия Полша (2013 – 2016)
- СКРА Белхатов Полша (2016 – 2018)
- Сточня Шчечин Полша (2018 – 2018)
- Онико Варшава Полша (2018 – 2019)
- Алурон Вирту Варта Заверче Полша (2019 – 2020)

## Награди
- Избран е за посрещач №1 на Евро 2010 за младежи в Беларус [6]
- Избран за най-полезен играч на мача Ефектор Киелце-Лотос Трефъл (Гданск) (10.11.2012)[7]
- Избран за най-полезен играч на мача между Effector Kielce – Wkręt-met AZS Częstochowa (15.12.2012)[8]
- Избран за най-полезен играч на мача между Effector Kielce – Indykpol AZS Olsztyn (23.12.2012)[9]
- Избран за най-полезен играч на мача между Effector Kielce – Asseco Resovia Rzeszów (19 януари 2013)[10]